# Carlana eigenmanni
Carlana eigenmanni es una especie de peces de la familia Characidae en el orden de los Characiformes, es la única especie del género Carlana.

## Morfología
Los machos pueden llegar alcanzar los 5,4 cm de longitud  total.

## Alimentación
Come principalmente algas y, ocasionalmente, insectos acuáticos.

## Hábitat
Vive en zonas de clima tropical entre 24 °C - 36 °C de temperatura.

## Distribución geográfica
Se encuentran en Centroamérica: cuencas fluviales de las vertientes pacífico y atlántico desde Nicaragua hasta Panamá.